# Belomitra pacifica
Belomitra pacifica es una especie de molusco gasterópodo marino de la familia Belomitridae, conocidos comúnmente como buccinos.

## Descripción
La longitud de la concha es de unos 23 mm, mientras que su diámetro es de 7 mm.
La descripción original de esta especie dice que la concha, pequeña y delicada, es de color blanco con un periostraco amarillento pálido. Contiene al menos seis verticilos además de la protoconcha (perdida). La aguja es aguda, esbelta y más larga que la abertura. La sutura es profunda y presionada. Los verticilos están suavemente redondeados; mientras que los verticilos apicales muestran costillas verticales muy estrechas, afiladas, filiformes, con espacios intermedios mucho más amplios, y en la sutura numerosos pliegues irregulares, pequeños y retráctiles que se extienden sobre la fasciola, con espacios intermedios más amplios, casi el doble que costillas. Luego, estos verticilos, costillas y pliegues se vuelven más escasos y débiles, de modo que en el sexto verticilo las costillas, los pliegues y la fasciola quedan obsoletos o ausentes.
En la aguja, la escultura axial está atravesada por finos hilos planos con espacios intermedios más amplios, que recorren las nervaduras y se elevan por encima de ellas pero no forman nódulos en las intersecciones. Estas espirales son muy uniformes y sobre el verticilo corporal se extienden hacia delante cubriendo el canal sifonal, y están ligeramente rayadas por las líneas incrementales. La abertura es ovalada, no madura en el espécimen. El surco anal está obsoleto. La columela y el cuerpo están pulidos, la superficie borrada, no callosa. La columela es corta, girada, el eje permeable, pero el canal sifonal es corto, más bien ancho, sin fasciolo sifonal. El labio exterior está apenas desarrollado y es afilado y fino en el ejemplar tipo. El opérculo es concéntrico, puntiagudo al frente, con un núcleo apical.

## Distribución
Esta especie marina se habita en el océano Pacífico norte en el archipiélago Alexander, en la isla Príncipe de Gales, ubicada al oeste de Alaska (Estados Unidos). Se la encuentra a una profundidad de 2.869 m.